# Ron Gant
Ronald Edwin Gant (né le 2 mars 1965 à Victoria, Texas, États-Unis) est un ancien joueur professionnel de baseball et un animateur de télévision.
Il joue dans la Ligue majeure de baseball de 1987 à 2003. Membre du club 30-30 (au moins 30 circuits et 30 buts volés) avec les Braves d'Atlanta en 1990 et 1991, il honore deux invitations au match des étoiles et remporte un Bâton d'argent. Il fait partie des équipes des Braves championnes de la Ligue nationale en 1991 et 1992.

## Carrière de joueur

### Braves d'Atlanta
Ron Gant est repêché par les Braves d'Atlanta au 4e tour de sélection en 1983. Il fait ses débuts dans le baseball majeur avec cette équipe le 6 septembre 1987. En 1988, sa première saison complète, il termine 4e du vote désignant la recrue de l'année dans la Ligue nationale. Joueur de deuxième but dans les ligues mineures et à ses débuts dans les majeures, Gant est essayé au troisième but en 1989 avant de joueur régulièrement au champ centre en 1990 et 1991, puis de s'installer au champ gauche pour le reste de sa carrière.
Il joue pour Atlanta jusqu'en 1993. En 1990 et 1991, il entre dans le club 30-30 (au moins 30 circuits et 30 buts volés). Il frappe 32 circuits et vole 33 buts la première année, puis enchaîne avec 32 circuits et 34 buts volés la saison suivante. Il est alors le seul joueur après Willie Mays (1956-1957) et Bobby Bonds (1977-1978) à faire partie du club 30-30 deux années de suite, un record plus tard battu par Barry Bonds en trois saisons consécutives, de 1995 à 1997.
En 1990, Gant maintient une moyenne au bâton de ,303 qui est sa plus élevée en carrière. Il récolte 105 points produits en 1991, remporte un Bâton d'argent qui le reconnaît comme l'un des meilleurs voltigeurs de la ligue en offensive, et aide les Braves à remporter le titre de la Ligue nationale avant de s'incliner en Série mondiale. Il vole notamment 7 buts en 7 matchs durant la Série de championnat 1991 gagnée par les Braves sur les Pirates de Pittsburgh. Dans le second match de la Série mondiale 1991 le 20 octobre contre les Twins du Minnesota, Gant est impliqué dans un jeu controversé : après avoir frappé un simple, il doit retraiter vers le premier coussin après s'en être trop éloigné et il y arrive avant le relais de Kevin Tapani au premier but Kent Hrbek. Mais Gant est déclaré retiré par l'arbitre Drew Coble lorsqu'il retire son pied du coussin. La décision est controversée car Hrbek semble avoir tiré la jambe droite de Gant pour la retirer du coussin, mais l'arbitre (qui n'a à cette époque pas droit à l'arbitrage vidéo) refuse de renverser sa décision, estimant que Gant a basculé en essayant de freiner sa course. Hrbek, qui dit avoir reçu des menaces de mort après la partie, se défend en disant que Gant est tombé sur lui, mais cette version est mise en doute car le joueur des Twins était considérablement plus imposant et plus fort que celui des Braves.
En 1992, Ron Gant honore sa première sélection au match des étoiles de mi-saison. Sa moyenne au bâton n'est que de ,182 en 7 matchs de Série de championnat 1992, à nouveau contre Pittsburgh, mais, de ses 4 coups sûrs, deux sont des circuits et il récolte 6 points produits. Il ne frappe qu'un coup sûr et affiche une moyenne au bâton d'à peine ,125 en Série mondiale 1992, où Atlanta est battu par Toronto.
En 1993, Gant établit ses records personnels de 36 circuits, 117 points produits et 113 points marqués.
Devenu agent libre après la saison 1993, Gant signe en janvier 1994 un contrat de 5,5 millions de dollars pour une saison supplémentaire avec Atlanta, mais se casse la jambe en motocross après une semaine après avoir accepté l'offre. Il rate toute la saison 1994 et les Braves s'en montrent fort irrités; ils le libèrent du contrat fraîchement signé en mars suivant, quand il semble clair que son retour au jeu ne se fera pas rapidement.

### Reds de Cincinnati
Après avoir été libéré par Atlanta, Gant accepte en juin 1994 un contrat des Reds de Cincinnati qui vient à échéance à la fin de la saison 1995. Il retrouve effectivement les terrains en 1995 et connaît une saison de 29 circuits, 88 points produits et 23 buts volés qui lui garantit sa seconde, et dernière, invitation au match d'étoiles.

### Cardinals de Saint-Louis
Après Cincinnati, Gant rejoint les Cardinals de Saint-Louis, dont il accepte un contrat de 5 ans, mais pour qui il ne s'aligne finalement que durant trois saisons. Il frappe 30 circuits et produit 82 points en 1996, même s'il rate 40 matchs des Cardinals. En 139 parties en 1997, sa production est à la baisse avec 17 circuits et 62 points produits, des totaux jumelés à une faible moyenne au bâton de ,229. Il se ressaisit en 1998 avec 26 circuits. En revanche, son talent pour le vol de but décline : il ne réussit que 13, 14, puis 8 vols de buts, respectivement, au cours de ses 3 années à Saint-Louis.

### Dernières saisons
Le 19 novembre 1998, les Cardinals échangent Ron Gant aux Phillies de Philadelphie avec les releveurs droitier Jeff Brantley et Cliff Politte, en retour des lanceurs droitiers Ricky Bottalico et Garrett Stephenson. Après une année et demie à Philadelphie, il est échangé aux Angels d'Anaheim contre lanceur Kent Bottenfield. De nouveau agent libre après une saison 2000 partagée entre Philadelphie et Anaheim, il rejoint pour 2001 les Rockies du Colorado, qui l'échangent le 3 juillet de la même année aux Athletics d'Oakland contre le voltigeur Robin Jennings. Gant complète sa carrière en jouant 2002 chez les Padres de San Diego puis 2003 avec Oakland.

### Statistiques
Ron Gant a disputé 1 832 matchs en 16 saisons dans le baseball majeur. Il compte 1 651 coups sûrs, dont 302 doubles, 50 triples et 321 coups de circuit. Il a réussi 243 vols de buts en 345 tentatives, a marqué 1 080 points, en a produit 1 008, et frappé pour ,256 de moyenne au bâton avec un pourcentage de présence sur les buts de ,336. Sa moyenne de puissance en carrière s'élève à ,468.
Gant a aussi fait partie de plusieurs équipes ayant atteint les séries éliminatoires : Atlanta en 1991, 1992 et 1993; Cincinnati en 1995; Saint-Louis en 1996; Oakland en 2001. En 52 matchs éliminatoires au total, il n'a frappé que pour ,228 de moyenne au bâton mais a claqué 8 circuits, produits 28 points et réussit 13 vols de buts, n'étant retiré qu'une fois en tentative de vol. Sept de ces buts volés sont réussis durant la Série de championnat 1991. En deux Séries mondiales (1991 et 1992, où Atlanta s'incline chaque fois), Ron Gant récolte 9 coups sûrs en 11 matchs, sans aucun circuit, avec 4 points produits, 3 buts volés et une moyenne au bâton de ,237.

## Carrière dans les médias
Après sa carrière de joueur, Ron Gant retourne dans la région d'Atlanta, où il est à partir de 2005 commentateur lors des matchs télévisés des Braves sur les ondes de TBS. Il travaille aussi pour SportSouth et MLB Network. Il sort du domaine du sport pour se lancer dans la télévision plus généraliste lorsque, le 25 octobre 2012, il est engagé par WAGA-TV (en) pour co-animer l'émission matinale Good Day Atlanta,.